# Küttigen
Küttigen é uma comuna da Suíça, no Cantão Argóvia, com cerca de 5.109 habitantes. Estende-se por uma área de 11,89 km², de densidade populacional de 430 hab/km². Confina com as seguintes comunas: Aarau, Biberstein, Densbüren, Erlinsbach, Oberhof, Rohr, Thalheim. 
A língua oficial nesta comuna é o Alemão.